# 8900 AAVSO
8900 AAVSO (1995 UD2) là một tiểu hành tinh vành đai chính được phát hiện ngày 24 tháng 10 năm 1995 bởi D. di Cicco ở Sudbury, Massachusetts.